# Olle Piehl
Johan Olof (Olle) Piehl, född den 26 juli 1883 i Brännkyrka församling, Stockholms län, död den 3 april 1926 i Lidingö församling, samma län, var en svensk trädgårdsarkitekt. Han var son till Carl Gustaf Piehl och dotterson till Friedrich Neumüller.
Piehl utförde från 1907 åtskilliga trädgårdsanläggningar, i synnerhet i  Mälardalen, samt utgav Trädgårdens anläggning vid det egna hemmet (1924). Han var även reservofficer. Piehl vilar på Sandsborgskyrkogården i Stockholm.